# ギャスパール・ボアン

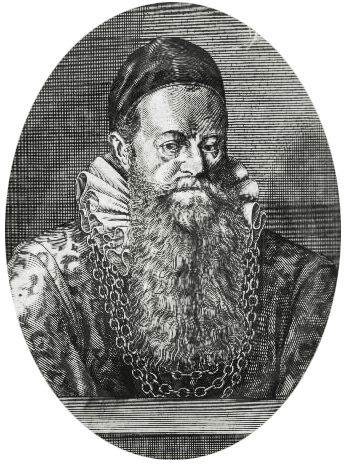
ギャスパール・ポアン

ギャスパール・ポアン（Gaspard Bauhin または Caspar Bauhin、羅: Casparus Bauhinus、1560年1月17日 - 1624年12月5日）はスイスの植物学者である。何千もの植物を記載し、古今の名称が対照されている全12巻の『植物対照図表』（Pinax theatri botanici, sive Index in Theophrasti Dioscoridis, Plinii et Botanicorum qui a saeculo scripserunt opera;『植物の劇場総覧』とも）を著した。リンネら後世の植物学者に影響を与えた。イタリアの有名な医師、ジローラモ・メルキュリエーレ（Girolamo Mercuriale)の弟子でもあり、解剖学、植物解剖学の命名法にも貢献した。

## 略歴

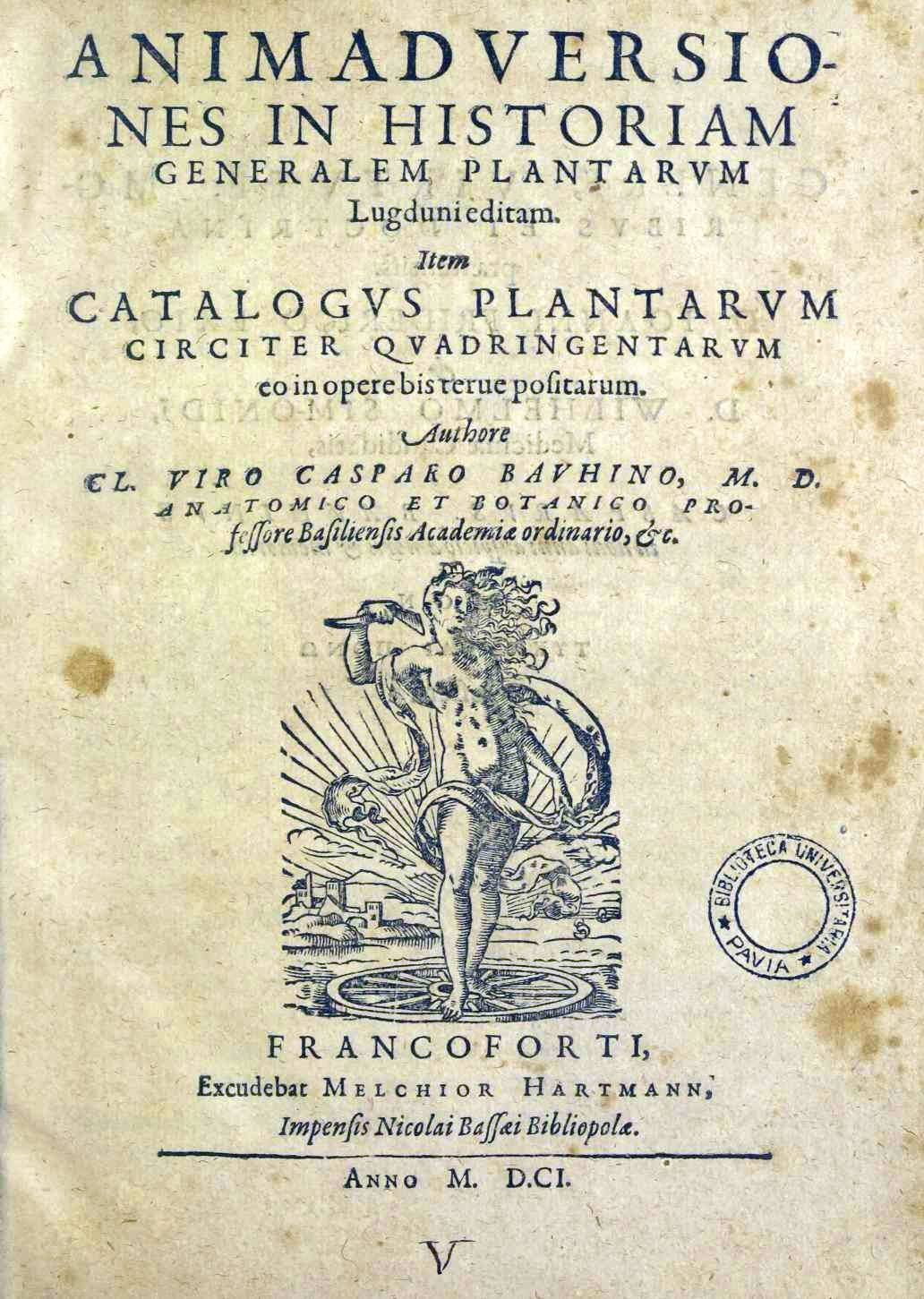
Animadversiones in historiam generalem plantarum, 1601

バーゼルに生まれた。父親はプロテスタントとなるためにフランスからスイスに移住した医師である。パドヴァ、モンペリエ、ドイツで医学を学んだ後バーゼルへ戻った。医学の学位を得て、植物学、生理学を教えた。1582年にバーゼルの大学のギリシア語の教授となり、1588年に解剖学と植物学の教授となった。その後市の医師となり、薬理学の教授となり、学長、学部長を務めた。
著書、『植物対照図表』は植物学の歴史において重要な著作で、6000に及ぶ種が記載された。分類法はそれほど革新的なものでなく最初の10巻が草を扱い、2巻が木を扱っている。植物研究というのは医薬である薬草の研究を起源としているので、主として植物の<用途>によって分類された。植物の類縁性が意識されており、現在の分類でいくつかの同じ科に属する植物はまとめて記載されている。
『植物対照図表』に続いてTheatrum Botanicumの執筆を計画するが、1部の出版にとどまった。ピエトロ・アンドレア・マッティオリの著作の改訂も行った。

## 著作
- Theatrum anatomicum (1605)
- Prodromos theatri botanici (1620)
- Pinax theatri botanici (1623)